# Devils Paw
Devils Paw (engl. für „Teufelskralle“) ist ein 2593 m (nach anderen Quellen 2616 m) hoher Berg an der Grenze zwischen Alaska (USA) und British Columbia (Kanada). Als Grenzgipfel trägt er auch die Bezeichnung Boundary Peak 93. 

## Lage
Der Berg befindet sich 59 km nordöstlich von Juneau, der Hauptstadt von Alaska. Devils Paw erhebt sich im Südosten der Stikine Icecap und bildet deren höchsten Punkt. Das Felsmassiv des Devils Paw besitzt vier Gipfel. Es ragt mit seinen Felswänden mehr als 900 m aus der umliegenden Gletscherlandschaft heraus. Knapp 2 km westlich erhebt sich die Felsnadel Michaels Sword. Die Westflanke bildet das Nährgebiet des Hades Highway, einem nach Süden strömenden Eisfeld. Unterhalb der Nordflanke führt ein vergletschertes Tal nach Norden zum Tulsequah Lake und Tulsequah-Gletscher.

## Besteigungsgeschichte
Die Erstbesteigung des Hauptgipfels gelang William L. Putnam, David Michael und Andrew Griscom im Juli 1949. Ihre Aufstiegsroute führte über die Nordostseite.
Das Felsmassiv bietet mehrere anspruchsvolle Kletterrouten. Zum Nordgipfel führt beispielsweise die Route Black Roses (1000 m, 6c A1 M4).